# Flugplatz Ganderkesee

i7
i11
i13
Der Flugplatz Ganderkesee (auch Ganderkesee Atlas Airfield genannt, ICAO-Code: EDWQ) ist ein Verkehrslandeplatz bei Ganderkesee. 
Hier ist die Gesellschaft Atlas Air Service AG (AAS) angesiedelt, die als Flugzeugwerft für Maschinen bis 5,7 Tonnen Abfluggewicht regulär und darüber hinaus mit einer Sondergenehmigung auch für größere Flugzeuge als Händler von Cessna-Flugzeugen arbeitet. Außerdem sind der Luftsportverein Ganderkesee, der Luftsportverein Hude e. V., eine Fallschirmspringerschule, ein Hotel mit Restaurant sowie weitere Unternehmen am Flugplatz beheimatet.
Aufgrund der existierenden Nachtfluggenehmigung und der schnellen Verkehrsanbindung ist der Flugplatz Ganderkesee beliebt bei Prominenten, die in Bremen wohnen oder auftreten.

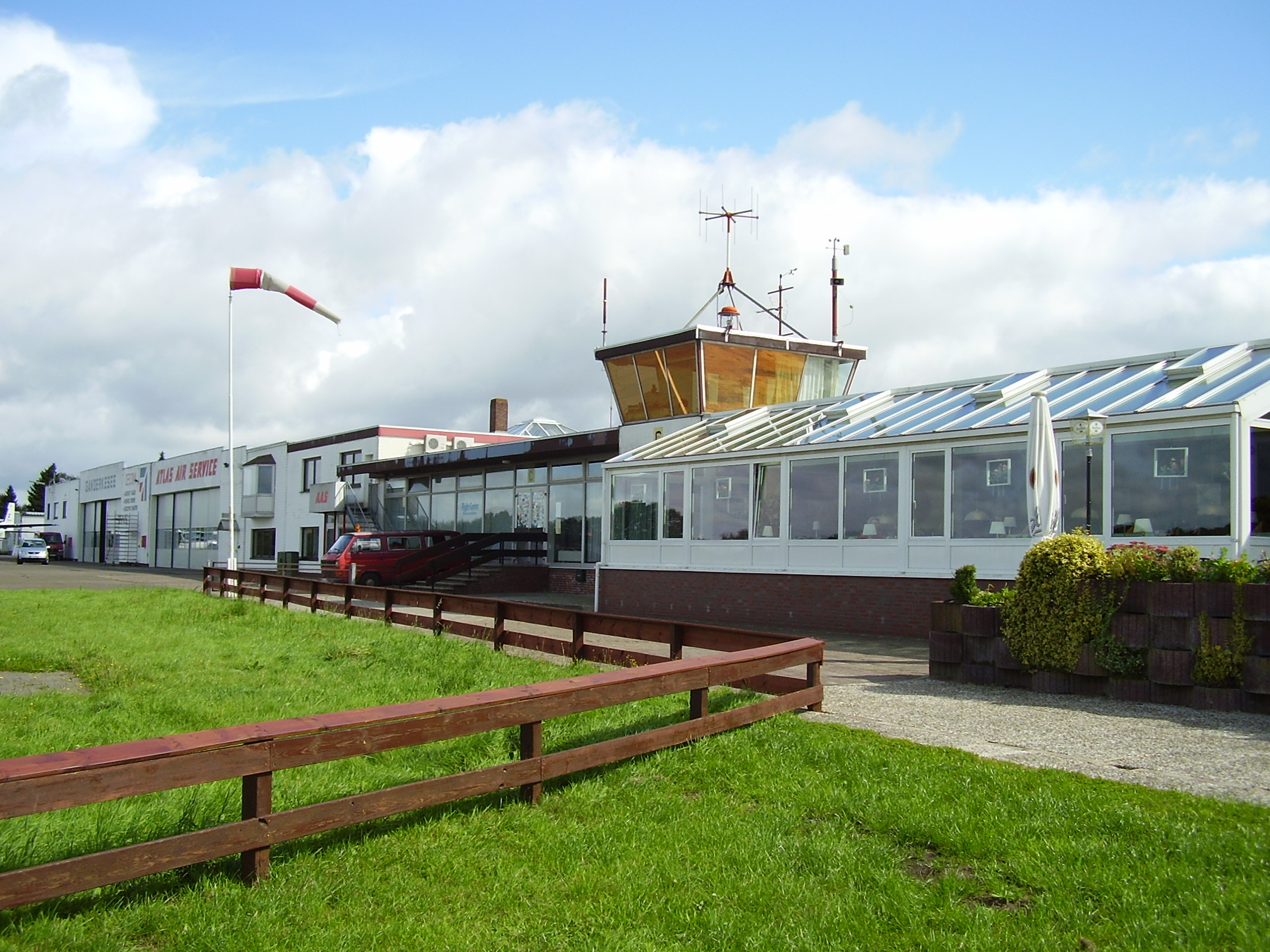
Turm, Verwaltungsgebäude und Restaurant